# Aeroporto di Zante
L'Aeroporto di Zante (IATA: ZTH, ICAO: LGZA) è un aeroporto greco situato sull'isola di Zante, arcipelago delle Isole Ionie, indicato come internazionale dalle autorità greche. Situato a sud ovest del centro della cittadina di Zante, è un importante scalo turistico per l'economia locale, servendo il capoluogo e tutta l'isola.